# Guerra di successione marava
La guerra di successione marava fu lo scontro tra, Vijayaraghunatha Sethupathi, erede apparente e primogenito di Raghunatha Kilavan, e Tanda Thevar, per il trono del Regno di Ramnad, noto anche come regno di Maravar da cui il nome. La guerra di successione e la successiva guerra civile perdurarono dal 1720 al 1729 e portarono alla suddivisione del regno di Ramnad ed alla conseguente riduzione della sua potenza.

## Preludio
Raghunatha Kilavan, fondatore del regno di Ramnad, morì nel 1710. Egli era un eccellente soldato e la sua morte lasciò un profondo vuoto nella società locale. Prima della sua morte, Kilavan aveva nominato suo figlio illegittimo, Bhavani Shankar per la successione al trono ma, per le proteste del popolo, aveva infine scelto suo figlio legittimo Vijayaraghunatha Sethupathi. Bhavani Shankar era contrario alla decisione del sovrano ma non poté fare nulla per contrastarla.

## Eventi
Bhavani Shankar si rivoltò nel 1720 ed assicurandosi l'aiuto del sovrano thanjavur maratese Serfoji I e del Raja di Pudukkottai, invase la sede di Vijayaraghunatha Sethupathi ad Aranthangi. Mentre difendeva la città, Vijayaraghunatha Sethupathi cadde vittima di una epidemia e morì. Prima della sua morte, Vijayaraghunatha Sethupathi aveva da poco nominato Tanda Deva, pronipote del padre di Raghunatha Kilavan, a succedergli ma prima ancora che egli potesse ascendere al trono, Bhavani Shankar lo detronizzò col supporto e l'influenza di una delle concubine di Kilavan.
Tanda Deva si assicurò il supporto del re di Madurai Nayak e del raja di Pudukkottai che avevano cambiato schieramento ed invase Aranthani costringendo Bhavani Shankar a fuggire verso Thanjavur. Bhavani Shankar ad ogni modo vinse sul thanjavur marathese promettendogli Aranthangi in cambio della sua fedeltà e sconfisse quindi le armate combinate di Ramnad, Madurai e Pudukkottai nel giro di un paio di mesi. Tanda Deva venne poi catturato e ucciso.
Bhavani Shankar ascese al trono per la seconda volta, ma il suo regno non durò a lungo. Estremamente impopolare, venne abbandonato dai suoi generali più fidati per la sua cattiva condotta. Nel frattempo, Bhavani Shankar era riuscito ad attirarsi le ire del sovrano maratha thanjavur Tukkoji dal momento che era venuto meno alla promessa di cedergli Aranthangi come promesso. Tukkoji dichiarò quindi guerra ai suoi ex alleati ed invase Ramnad. Bhavani Shankar venne sconfitto nel 1729 dopo la Battaglia di Uraiyur e fatto prigioniero da Thanjavur.

## Conseguenze
Le forze vittoriose thanjavur maratha divisero il regno di Ramnad in tre parti e tutti i territori a nord del fiume Pambar vennero annessi al regno di Thanjavur Maratha. Il resto del regno venne diviso più o meno equamente tra Kattaya Deva, un nobiluomo della corte di Ramnad e zio materno di Tanda Deva, il quale ascese al trono di Ramnad col nome di Kumara Muthu Vijayaraghunatha Sethupathi ed uno dei principali feudatari di Ramnad che divenne il primo raja di Sivaganga. Il regno di Ramnad perse gran parte della propria influenza con questa guerra.